# Parachironomus monochromus
Parachironomus monochromus är en tvåvingeart som först beskrevs av Wulp 1874.  Parachironomus monochromus ingår i släktet Parachironomus och familjen fjädermyggor. Arten är reproducerande i Sverige. Inga underarter finns listade i Catalogue of Life.